# 先志学校
先志学校(せんしがっこう)は、1881年（明治14年）にアメリカ・オランダ改革派教会が日本に設立した、神学校教育のための予備教育を行う学校である。ワイコフ校長を中心とした家庭的な学校で、3年間で統合され閉校するが、多くの著名な人材を輩出した。
1881年、ジェームス・ランジング・アメルマンが良い伝道者を教育するために、一般教育を行う必要があることを、アメリカ・オランダ改革教会の伝道局に訴えていた。それを受けて、生徒28人により1881年11月に開校された。初代校長に、マーティン・ワイコフが就任した。
学校内では授業の他に、毎週水曜日の夕方に祈祷会を開いていた。また、生徒は礼拝に出席することを義務付けられていた。また、生徒の多くは日中仕事をして、夜間に授業を行った。
熊野亨堂が漢学を教え、星野光多が英語訳読と寄宿舎の舎監を行い、校長ワイコフが英会話、英作文、音読、事務などを担当した。
1883年、創立して3年後に、アメリカ合衆国長老教会の宣教師J・C・バラが校長をした、築地大学校と合同して、東京一致英和学校になった。

## 出身者
- 和田健三（札幌農学校教授）
- 野矢丈夫（陸軍大学教授）